# Osterwitz
Osterwitz è una frazione di 148 abitanti del comune austriaco di Deutschlandsberg, nel distretto di Deutschlandsberg (Stiria). Già comune autonomo, il 1º gennaio 2015 è stato aggregato a Deutschlandsberg assieme agli altri ex comuni di Bad Gams, Freiland bei Deutschlandsberg, Kloster e Trahütten.